# جو بيلي ولز
جو بيلي ولز (بالإنجليزية: Jo Wells)‏ هي قسيسة بريطانية، ولدت في 1965.